# 59-я улица (линия Четвёртой авеню, Би-эм-ти)
|     |   |   |     |     |   |   |     |
| · л | · | · | · э | · э | · | · | · л |

|     |   |   |     |     |   |   |     |
| · л | · | · | · э | · э | · | · | · л |

«59-я улица» (англ. 59th Street) — станция Нью-Йоркского метрополитена, расположенная на линии Четвёртой авеню, Би-эм-ти. Станция находится в Бруклине, в округе Сансет-Парк, на пересечении 59-й улицы с 4-й авеню. На станции останавливаются маршруты: N (круглосуточно), R (круглосуточно) и W (часть рейсов в часы пик в пиковом направлении). Экспресс-пути используются маршрутом N (круглосуточно, кроме ночи). Локальные пути используются маршрутами: N (ночью), R (круглосуточно) и W (часть рейсов в часы пик в пиковом направлении).
Станция представлена двумя островными платформами, расположенными на четырёхпутном участке линии, и отделана в жёлтых тонах.
К югу от станции линия разветвляется: экспресс-пути поворачивают на восток и образуют линию Си-Бич (маршруты N и W), а локальные продолжаются прямо (маршрут R). Между локальными и экспресс-путями имеются перекрёстные съезды к югу от станции, до разветвления.
Станция имеет два выхода, расположенные с концов станции. Имеется мезонин с турникетным залом. Южный выход приводит к перекрёстку 60-й улицы с 4-й авеню. Станция была реконструирована в конце 1970-х годов. В ходе этой реконструкции были удлинены платформы, проведены косметические работы.
К югу от станции от локальных путей ответвляются «пустые тоннели» (без путей). Они продолжаются примерно 150 метров. Эти тоннели были построены в рамках проекта новой линии, которая должна была связать систему Нью-Йоркского метрополитена с островом Статен-Айленд. Но проект был заброшен, тоннели не используются.